# Cheminée Grand-Fond
La cheminée Grand-Fond est la cheminée d'une ancienne usine sucrière de l'île de La Réunion, département d'outre-mer français dans le sud-ouest de l'océan Indien. Située à Grand-Fond à Saint-Paul, cette propriété du conseil général de La Réunion est inscrite en totalité à l'inventaire supplémentaire des Monuments historiques depuis le 27 juin 2002, ainsi que son terrain d’assiette ; un nouvel arrêté d'inscription du 16 janvier 2023 se substitue au précédent,.